# Météorologie radar
Cet article court présente un sujet plus développé dans : Radar météorologique.

Rétrodiffusion : principe du sondage radar.

La météorologie radar est l'observation et l'étude de la rétrodiffusion des ondes radar par tous les types de phénomènes atmosphériques afin de déterminer leur type, leur intensité et leur structure,. Il s'agit de l'une des spécialités de la météorologie physique, qui partage de nombreux points communs avec la physique des nuages.
Cette discipline est particulièrement importante en ce qui concerne les prévisions à court terme, l'étude des phénomènes comme les orages et les précipitations sur une zone plus vaste, de la pluviométrie, des inversions de températures par la détection de la propagation anormale, de la fumée des feux de forêts, de la migration de oiseaux, etc.,,.